# دمکراسی یونانی
دمکراسی یونانی (انگلیسی: Greek democracy) در طول اروپای دوران باستان و عصر هلنیستی، بسیاری از دولت‌شهرهای ایالت-شهرهای یونانی اشکال دموکراتیک حکومتی را اتخاذ کرده بودند که در آن‌ها اشهروندان آزاد (غیر- برده)، شهروندان پسر بالغ بومی (غیر خارجی) شهروندی در اداره امور کشور، از جمله اعلان جنگ، تدارکات رای‌گیری، اعزام هیئت‌های دیپلماتیک، مشارکت عمده و مستقیم داشتند.